# Gary Thomas
Gary Thomas (10. juni 1960 i Baltimore Maryland) er en amerikansk saxofonist og fløjtenist.
Thomas har spillet med Miles Davis,John McLaughlin, wallace Roney, Jack DeJohnette, Cassandra Wilson og Steve Coleman. 